# Eleonora d'Austria
Eleonora d'Asburgo, arciduchessa d'Austria (Vienna, 2 novembre 1534 – Mantova, 5 agosto 1594), era l'ottava figlia (sesta femmina) di Ferdinando d'Asburgo (futuro imperatore Ferdinando I) e di Anna Jagellone.

## Biografia

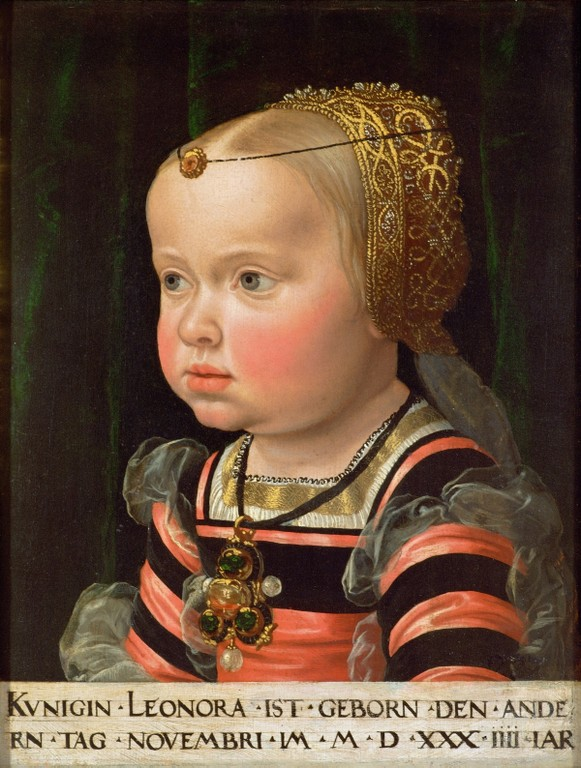
Ritratto di Eleonora da bambina, Jakob Seisenegger, 1536.

All'età di due anni venne dipinta dal pittore di corte Jakob Seisenegger in una tela che si trova oggi nel Kunsthistorisches Museum di Vienna.
Eleonora venne educata in radicale ortodossia cattolica. Il confessore e biografo di Eleonora, il gesuita A. Folcario, riferisce che rifiutò di diventare la moglie del re danese Cristiano III, in quanto costui era di fede luterana. Allo stesso modo andò in fumo un altro progetto matrimoniale, volto a darla in sposa al principe protestante Giovanni Federico II di Sassonia, in quanto Eleonora rifiutò di scendere a compromessi in materia religiosa.

### Matrimonio
Il 26 aprile 1561, a Mantova, ella sposò il duca Guglielmo Gonzaga (1538-1587), che sperava in tal modo di ottenere l'appoggio imperiale per consolidare il proprio dominio sul Monferrato. Secondo i testimoni presenti alle nozze, la ventiseienne sposa si comportò in modo abbastanza ameno per essere al riguardo alla sua prima esperienza. Sebbene Guglielmo fosse affetto da una deformità della colonna vertebrale, si trattò di un matrimonio abbastanza riuscito.
Nel 1567 Guglielmo inviò Eleonora a Casale Monferrato per sedarne gli abitanti, ribellatisi al suo dominio, ma ella non ottenne alcunché, anzi, nell'ottobre dello stesso anno rischiò di cadere vittima di un complotto. Spentosi il marito nell'agosto del 1587, Eleonora pronunciò un voto di castità nella domenica dell'Avvento dello stesso anno.

### Morte e sepoltura
Sopravvisse al marito sette anni, spegnendosi all'età di 59 anni, nel 1594. Come da sue volontà, venne sepolta nella chiesa della Trinità. Nel 1856 i resti vennero traslati nella cappella dell'Incoronata della cattedrale di San Pietro a Mantova, dove ancora oggi una lapide ne ricorda l'evento.

## Discendenza
Eleonora e Guglielmo ebbero tre figli:
- Vincenzo (1562-1612), duca di Mantova e Monferrato dal 1587 con il nome di Vincenzo I;
- Margherita (27 maggio 1564 – 6 gennaio 1618), sposata il 24 febbraio 1579 con Alfonso II d'Este (1533 - 1597), duca di Ferrara;
- Anna Caterina (17 gennaio 1566 – 3 agosto 1621), sposata il 14 maggio 1582 con lo zio Ferdinando II (1529-1595), arciduca d'Austria-Tirolo; in seguito, rimasta vedova, divenne suora servita prendendo il nome di Anna Giuliana.

## Ascendenza
|                        |                        |                            | Genitori                  |  |  | Nonni |  |  | Bisnonni                 |  |  | Trisnonni              |  |
|                        |                        |                            |                           |  |  |       |  |  | Massimiliano I d'Asburgo |  |  | Federico III d'Asburgo |  |
|                        |                        |                            |                           |  |  |       |  |  | Massimiliano I d'Asburgo |  |  | Federico III d'Asburgo |  |
|                        |                        | Eleonora d'Aviz            |                           |  |  |       |  |  | Massimiliano I d'Asburgo |  |  |                        |  |
| Filippo                |                        |                            |                           |  |  |       |  |  | Massimiliano I d'Asburgo |  |  |                        |  |
|                        |                        | Maria di Borgogna          | Carlo I di Borgogna       |  |  |       |  |  |                          |  |  |                        |  |
|                        |                        | Maria di Borgogna          | Carlo I di Borgogna       |  |  |       |  |  |                          |  |  |                        |  |
|                        |                        | Maria di Borgogna          | Isabella di Borbone       |  |  |       |  |  |                          |  |  |                        |  |
| Ferdinando I d'Asburgo |                        | Maria di Borgogna          |                           |  |  |       |  |  |                          |  |  |                        |  |
|                        |                        | Ferdinando II d'Aragona    | Giovanni II d'Aragona     |  |  |       |  |  |                          |  |  |                        |  |
|                        |                        | Ferdinando II d'Aragona    | Giovanni II d'Aragona     |  |  |       |  |  |                          |  |  |                        |  |
|                        |                        | Ferdinando II d'Aragona    | Giovanna Enríquez         |  |  |       |  |  |                          |  |  |                        |  |
| Giovanna di Castiglia  |                        | Ferdinando II d'Aragona    |                           |  |  |       |  |  |                          |  |  |                        |  |
|                        |                        | Isabella di Castiglia      | Giovanni II di Castiglia  |  |  |       |  |  |                          |  |  |                        |  |
|                        |                        | Isabella di Castiglia      | Giovanni II di Castiglia  |  |  |       |  |  |                          |  |  |                        |  |
|                        |                        | Isabella di Castiglia      | Isabella del Portogallo   |  |  |       |  |  |                          |  |  |                        |  |
| Eleonora d'Austria     |                        | Isabella di Castiglia      |                           |  |  |       |  |  |                          |  |  |                        |  |
|                        | Casimiro IV di Polonia | Ladislao II di Polonia     |                           |  |  |       |  |  |                          |  |  |                        |  |
|                        | Casimiro IV di Polonia | Ladislao II di Polonia     |                           |  |  |       |  |  |                          |  |  |                        |  |
|                        | Casimiro IV di Polonia | Sofia Alšėniškė            |                           |  |  |       |  |  |                          |  |  |                        |  |
| Ladislao II di Boemia  | Casimiro IV di Polonia |                            |                           |  |  |       |  |  |                          |  |  |                        |  |
|                        |                        | Elisabetta d'Asburgo       | Alberto II d'Asburgo      |  |  |       |  |  |                          |  |  |                        |  |
|                        |                        | Elisabetta d'Asburgo       | Alberto II d'Asburgo      |  |  |       |  |  |                          |  |  |                        |  |
|                        |                        | Elisabetta d'Asburgo       | Elisabetta di Lussemburgo |  |  |       |  |  |                          |  |  |                        |  |
| Anna Jagellone         |                        | Elisabetta d'Asburgo       |                           |  |  |       |  |  |                          |  |  |                        |  |
|                        |                        | Gastone II di Foix-Candale | Giovanni di Foix-Candale  |  |  |       |  |  |                          |  |  |                        |  |
|                        |                        | Gastone II di Foix-Candale | Giovanni di Foix-Candale  |  |  |       |  |  |                          |  |  |                        |  |
|                        |                        | Gastone II di Foix-Candale | Margaret de la Pole       |  |  |       |  |  |                          |  |  |                        |  |
| Anna di Foix-Candale   |                        | Gastone II di Foix-Candale |                           |  |  |       |  |  |                          |  |  |                        |  |
|                        |                        | Caterina di Navarra        | Gastone IV di Foix        |  |  |       |  |  |                          |  |  |                        |  |
|                        |                        | Caterina di Navarra        | Gastone IV di Foix        |  |  |       |  |  |                          |  |  |                        |  |
|                        |                        | Caterina di Navarra        | Eleonora di Navarra       |  |  |       |  |  |                          |  |  |                        |  |
|                        |                        | Caterina di Navarra        |                           |  |  |       |  |  |                          |  |  |                        |  |